# エリザベート・グレーブ＝シュミット

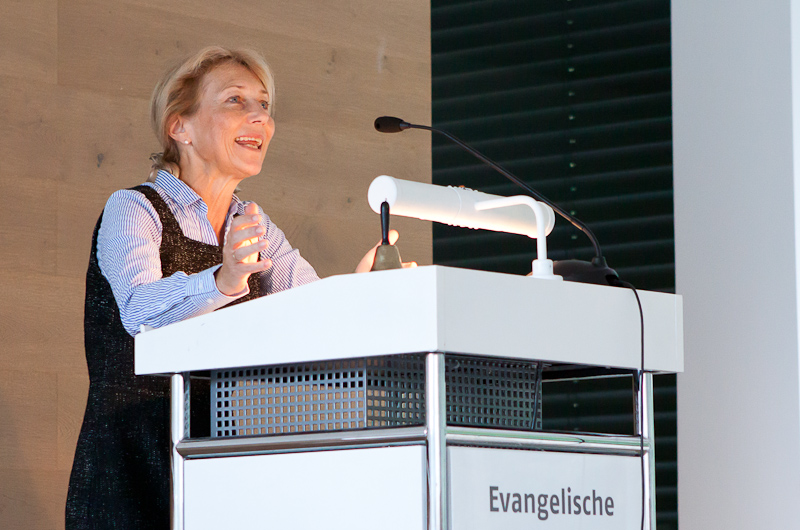
エリザベート・グレーブ＝シュミット (2014)

エリザベート・グレーブ＝シュミット（ドイツ語:  Elisabeth Gräb-Schmidt , 1956年 バート・ゼッキンゲン - ）はドイツの福音主義神学者 であり、テュービンゲン大学福音主義神学部組織神学(キリスト教倫理学)教授。 

## 経歴
エリザベート・グレーブ＝シュミットは福音主義神学をゲッティンゲン、バークレー、ハイデルベルクとマインツ大学で学んだ。牧師補合格後の1992年にマインツ大学においてカール・ハイムに関する論文で神学博士号を得た。2000年にはテクノロジーアセスメントに関する論文で大学教授資格ハビリタツィオンを得た。2002年から2010年まで
ギーセン大学で教授職に就いた。2010年以降、テュービンゲン大学福音主義神学部組織神学(キリスト教倫理学)正教授、並びに神学部キリスト教倫理研究所長を務めている。

## 家族
エリザベート・グレーブ＝シュミットは物理学者ハンス＝ルドルフ・シュミットと結婚しており、二人の子供がいる。彼女の父で福音主義教会牧師パウル・グレーブは美術品収集家として、並びに障害者援助活動と社会奉仕活動で傑出した存在であり、ドイツ連邦共和国功労勲章 (一等功労十字章)を授与されている。
彼の兄ヴィルヘルム・グレーブは1999年にベルリン大学神学部教授(実践神学)に就任している 。

## 重点研究分野
グレーブ＝シュミットの主たる研究分野はキリスト教倫理学であり、とりわけテクノロジーアセスメントと医療倫理分野である。加えて自然科学と神学との対話、宗教学理論と宗教間対話の問題、並びに文化解釈学と生の哲学に関する議論にも造詣が深い。

## 教会や学術関係職務
グレーブ＝シュミットは2013年にドイツ福音主義教会EKD常議員に選出されている。 
2013年にエアフルト大学にあるマックス・ヴェーバー協会の評議員に就任している。

## 主著
- Erkenntnistheorie und Glaube. Karl Heims Theorie der Glaubensgewißheit vor dem Hintergrund seiner Auseinandersetzung mit dem philosophischen Ansatz Edmund Husserls (TBT 53), Berlin 1993.
- Technikethik und ihre Fundamente. Dargestellt in Auseinandersetzung mit den technikethischen Ansätzen G. Ropohls und W. Ch. Zimmerlis, Berlin 2002.
- (Hrsg. mit Wolfgang Achtner): Was ist Religion?, Gießen 2008.
- (mit Karl-Christian Epting u.a.): NETZE – Hanna und Paul Gräb. Ein Lebenswerk, Freiburg i. Br. 2012
- Vollständige Publikationsliste mit weiteren Schriften sowie Aufsätzen auf der Website der Universität Tübingen.